# الکساندرا سهلن
الکساندرا سهلن (انگلیسی: Alexandra Sahlen؛ زادهٔ ۲۵ سپتامبر ۱۹۸۲) بازیکن فوتبال اهل ایالات متحده آمریکا است.
از باشگاه‌هایی که در آن بازی کرده‌است می‌توان به وسترن نیویورک فلش اشاره کرد.